# Tolar
För andra betydelser, se Tolar (olika betydelser).
Tolar (St – Slovenski tolar) var den valuta som användes i Slovenien fram till införandet av euron 2007. Valutakoden var SIT. Valutaenheten 1 tolar indelades i 100 stotin.
Valutan infördes den 8 oktober 1991, och ersatte den tidigare jugoslaviska dinaren, för att den  1 januari 2007 i sin tur ersättas av euro.
Namnet tolar härrör från den gamla myntsorten taler och är därmed besläktat med såväl riksdalern som dollarn. Den slovenska tolarn knöts mot euron genom växelkurssystemet ERM II den 27 juni 2004.
Vid övergången till euron fastställdes slutkursen den 11 juli 2006 till 1 EUR = 239,640 SIT.

## Användning
Valutan gavs ut av Banka Slovenije (BSI) som grundades 1991. BSI har huvudkontoret i Ljubljana och är medlem i Europeiska centralbankssystemet.

## Valörer
- mynt: fanns i 1, 2, 5, 10, 20, 50, 100 och 500 tolar
- underenhet: fanns i 10, 20 och 50 stotin
- sedlar: fanns i 10, 20, 50, 100, 200, 500, 1000, 5000 och 10 000 tolar